# Drop Zone (film)
Pour les articles homonymes, voir Drop zone et Zone critique.
Pour plus de détails, voir Fiche technique et Distribution.
Drop Zone ou Zone critique au Québec est un film américain réalisé par John Badham, sorti en 1994.

## Synopsis
Les US Marshals Pete Nessip et son frère Terry convoient, à bord d'un Boeing 747, Earl Leedy, un informaticien véreux qui a livré à la pègre des renseignements ultra-secrets concernant les trafics de drogue. En plein vol, un commando pirate détourne l'appareil. Au cours de la fusillade qui s'ensuit, Terry est blessé et aspiré par le vide. Les pirates font sauter une porte de l'avion et quittent l'appareil avec Leedy en sautant en parachute. Mis sur la touche, Pete mène l'enquête en se faisant accepter dans un groupe de parachutistes. Il pense y retrouver ceux qui ont tué son frère et mettre fin à leurs activités criminelles.

## Fiche technique
Sauf indication contraire, les informations mentionnées dans cette section peuvent être confirmées par la base de données cinématographiques IMDb,  présente dans la section « Liens externes ».
- Titre français et original : Drop Zone
- Titre québécois : Zone critique
- Réalisation : John Badham
- Scénario : Peter Barsocchini et John Bishop, d'après une histoire de Tony Griffin, Guy Manos et Peter Barsocchini
- Musique : Hans Zimmer
- Photographie : Norman Kent et Roy H. Wagner
- Montage : Frank Morriss
- Décors : Joe Alves
- Costumes : Mary E. Vogt
- Production : D. J. Caruso, Lauren Lloyd et Wallis Nicita
  - Producteur délégué : John Badham
- Sociétés de production : Paramount Pictures et Nicita/Lloyd Productions
- Sociétés de distribution : United International Pictures (France), Paramount Home Video (États-Unis)
- Format : couleur (DeLuxe) - 2,35:1 - 35 mm - son : Dolby Digital, DTS
- Budget : 45 000 000 USD[2]
- Pays de production :  États-Unis
- Genre : thriller, action, policier
- Durée : 101 minutes
- Dates de sortie :
  - États-Unis, Canada : 9 décembre 1994
  - France : 15 février 1995

## Distribution
- Wesley Snipes (VF : Sylvain Lemarié) : Pete Nessip
- Gary Busey (VF : Yves Beneyton) : Ty Moncrief
- Yancy Butler (VF : Maik Darah) : Jessie Crossman
- Michael Jeter (VF : Denis Boileau) : Earl Leedy
- Corin Nemec : Selkirk
- Kyle Secor : Swoop
- Luca Bercovici (en) : Don Jagger
- Malcolm-Jamal Warner : Terry Nessip
- Rex Linn : Bobby
- Grace Zabriskie : Winona
- Robert Lasardo : Député Dog
- Sam Hennings : Torski
- Claire Stansfield : Kara
- Mickey Jones : Deuce
- Andy Romano : Tom McCracken
- Kimberly Scott : Joanne
- John Badham : le capitaine du yacht[3] (caméo)

## Production
L'intrigue est imaginée par deux parachutistes professionnels, Tony Griffin et Guy Manos (en). Le scénario est ensuite retravaillé notamment par Peter Barsocchini.
Le rôle de Pete Nessip est initialement prévu pour Steven Seagal. Il se désiste finalement pour reprendre son rôle de Casey Ryback dans le film Piège à grande vitesse, la suite de Piège en haute mer (1992).
Le personnage de Jessie Crossman est initialement masculin. Il est cependant modifié et Yancy Butler est engagée. Ellen Barkin a par ailleurs été envisagée. Le rôle de Ty Moncrief est quant à lui proposé à Andy Garcia, qui le refuse.
Le tournage a lieu de mars à juin 1994. Il se déroule en Floride (Miami, Key Largo), à Washington et au Warner Center Plaza à Woodland Hills.
Le studio accélère la production pour que le film sorte avant un projet « concurrent » : Terminal Velocity de Deran Sarafian.

## Bande originale
Drop Zone: Original Motion Picture Soundtrack
- Drop Zone
- Hyphopera
- Hi Jack
- Terry's Dropped Out
- Flashback and Fries
- Miami Jump
- Too Many Notes-Not Enough Rests
- After The Dub[5]

## Accueil
Le film est un échec au box-office, ne rapportant que 28 millions de dollars aux États-Unis, pour un budget de 45 millions de dollars. En France, Drop Zone n'attire que 212 240 spectateurs dans les salles.